# Nicolaus Kulenkamp

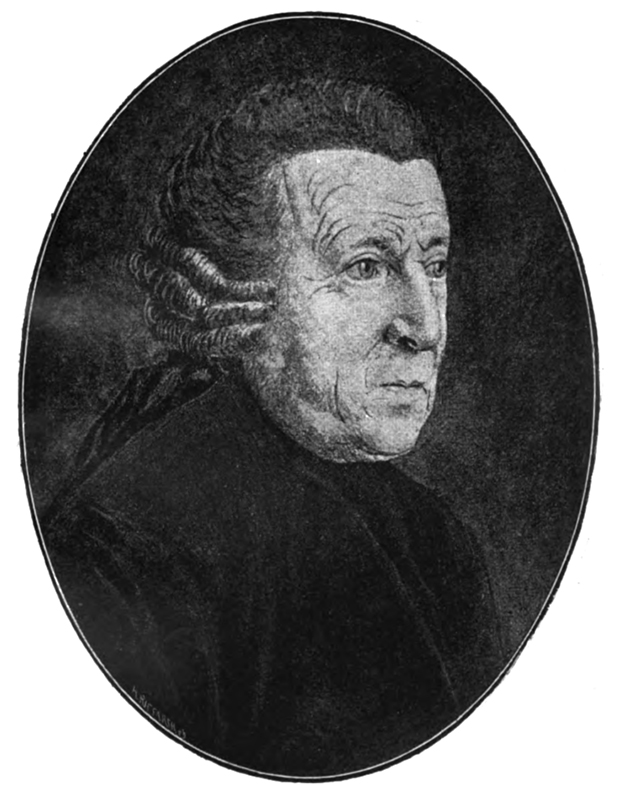
Nicolaus Kulenkamp der Ältere im Jahr 1791. Nach einem Bild aus der Sammlung von Peter Wilckens

Nicolaus Kulenkamp, auch Nicolaus Kulenkamp der Ältere, Nicolaus Kulemkamp (Vater) oder Nikolaus Kulenkamp genannt, (* 30. Dezember 1710 in Bremen; † 13. November 1793 ebenda) war ein deutscher Naturforscher, Färber und Seifenfabrikant.

## Leben
Nicolaus Kulenkamp, dessen Familie aus dem Handwerkerstand kam, erwarb autodidaktisch weitreichende Kenntnisse auf verschiedenen Gebieten der Naturwissenschaften, insbesondere der Physik und der Chemie. So experimentierte er im Jahr 1743 mit Elektrizität, entwickelte 1773 eine geruchlose Waschseife und verbesserte verschiedene Färbermethoden. 1778 gelang ihm die Herstellung einer blau-grünen Mineralfarbe, die als Bremer Grün bekannt wurde, später synthetisierte er weitere Farben, u. a. Türkischrot. Sein Betrieb befand sich am Weserufer im Stephaniviertel.
Die Göttinger Societät der Wissenschaften (heute Akademie der Wissenschaften zu Göttingen) zeichnete drei seiner naturwissenschaftlichen Schriften zu Themen der Färbetechnik mit einer Goldmedaille aus (1756, 1757 und 1766). Von Johann Caspar Lavater, den er bei dessen Besuch in Bremen 1786 traf, wurde Kulenkamp als die „personifizierte gesunde Vernunft“ beschrieben, Wilhelm Christian Müller bezeichnet ihn als den „Bremischen Franklin.“
Sein Sohn Nicolaus Kulenkamp der Jüngere (1750–1815) setzte den Betrieb des Vaters fort, war 1780 bis 1806 im Direktorium der Gesellschaft Museum, 1784 Diakon der Stephanikirche und wurde 1788 zum Eltermann gewählt.

## Schriften
- Vom Baue der seeländischen Krappe und wie diese Pflanze in den zunächst an der See gelegenen Gegenden mit Nutzen gebauet werden könne. 1756. In: Nützliche Sammlungen von 1757, Hannover 1758, S. 17–37.
- Die Art und Weise, aus dem Waid eine dem Indigo nahe kommende Farbe zuzubereiten. 1757. In: Nützliche Sammlungen von 1757, Hannover 1758, S. 209–217.
- Ob sich keine gelbfärbende Materie finden lasse, die so beständig als Krapp und Waid wäre? 1766. In: Hannoversches Magazin, Hannover 1773, S. 609–620.